# Hemidactylus barodanus
Hemidactylus barodanus är en ödleart som beskrevs av  George Albert Boulenger 1901. Hemidactylus barodanus ingår i släktet Hemidactylus och familjen geckoödlor. Inga underarter finns listade i Catalogue of Life.